# Tambillo (Pichincha)
Tambillo ist ein südlicher Vorort der ecuadorianischen Hauptstadt Quito und eine Parroquia rural („ländliches Kirchspiel“) im Kanton Mejía der Provinz Pichincha. Die Parroquia Tambillo besitzt eine Fläche von 46,33 km². Die Einwohnerzahl lag im Jahr 2010 bei 8319. 

## Lage
Die Parroquia Tambillo liegt in den Anden im Süden des Ballungsraumes Quito. Das Verwaltungsgebiet hat eine Längsausdehnung in NNW-SSO-Richtung von 11,5 km. Das Areal erstreckt sich als schmaler Streifen zwischen den Vulkanen Atacazo im Nordwesten und Pasochoa im Südosten. Dazwischen befindet sich das Flusstal des in Richtung Nordnordost fließenden Río San Pedro. Im Westen reicht das Verwaltungsgebiet bis zum 4085 m hohen Bergkamm des San Francisco El Picatcho, welcher von dem Gipfel des Vulkans Atacazo nach Süden verläuft. Die Parroquia umfasst außerdem den südlichen Teil der erodierten Caldera des Pasochoa sowie den südlichen Teil der sich unterhalb der Caldera anschließenden Schlucht. Der etwa 2790 m hoch gelegene Hauptort befindet sich am linken Flussufer des Río San Pedro. Tambillo befindet sich 12 km nordnordöstlich vom Kantonshauptort Machachi sowie 21 km südsüdwestlich vom Stadtzentrum der Hauptstadt Quito. Die Fernstraße E35 (Latacunga–Ibarra) führt an Tambillo vorbei.
Die Parroquia Tambillo grenzt im Norden und im Nordosten an die Parroquias Cutuglagua und Uyumbicho, im äußersten Südosten an die Parroquias Cotogchoa und Rumipamba (beide im Kanton Rumiñahui), im Süden an die Parroquia Machachi sowie im Südwesten und im Westen an die Parroquia Alóag.

## Geschichte
Die Parroquia Tambillo wurde gemeinsam mit dem Kanton Mejía am 23. Juli 1883 gegründet.

## Ökologie
Der südöstliche Teil der Parroquia liegt im Schutzgebiet Refugio de Vida Silvestre Pasochoa.